# حزقيل
 دمج مع حزقيال

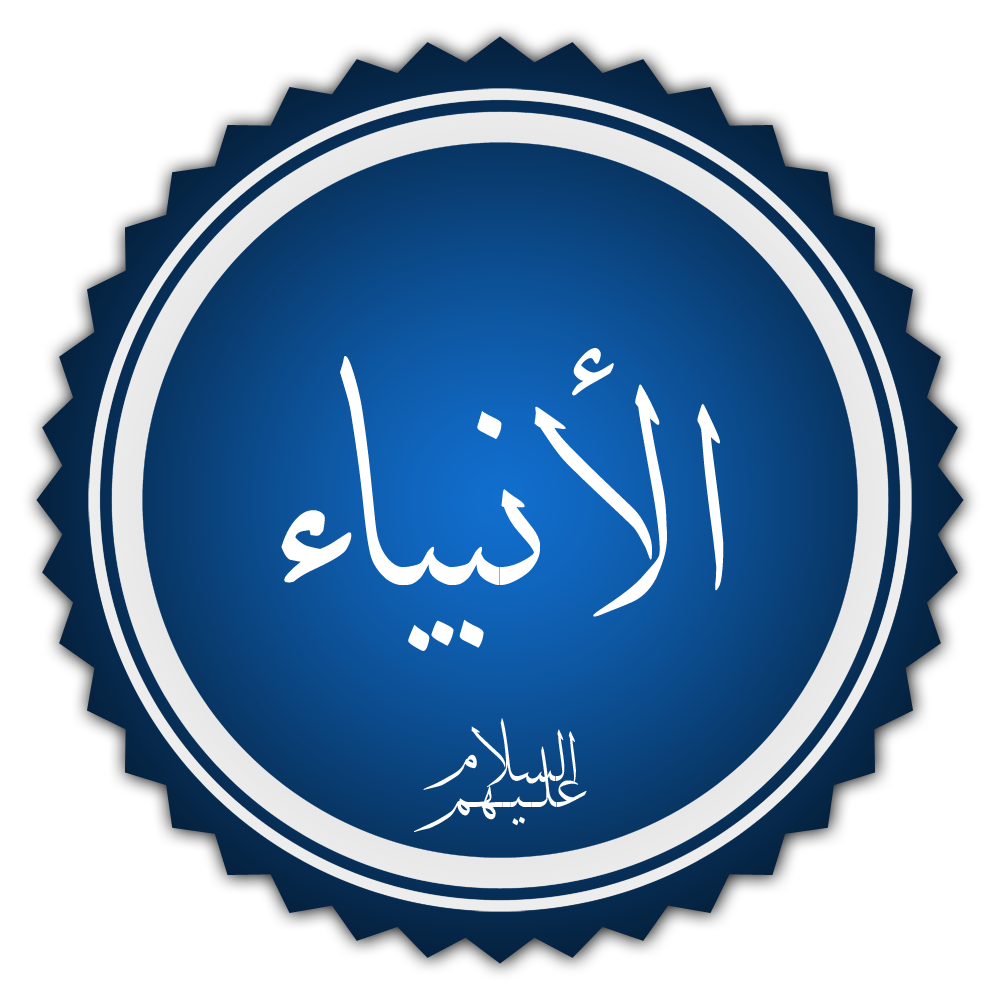

النبي حزقيل أحد أنبياء بني إسرائيل بعد موسى، ورد اسمه في التوراة، وأشير له في القرآن. كان قد دعى قومه للجهاد فهربوا وخرجوا من ديارهم فأماتهم الله، ثم أحيا الله على يديه هؤلاء الموتى مرة أخرى.

## أثاره
فقد وردت بعض الآثار وأكثرها عند أهل التفسير والأخبار -ولعلها من الإسرائيليات التي لا يمكن القطع بشيء منها- أن حزقيل كان نبيا من أنبياء بني إسرائيل بعد موسى وأنه هو الذي أحيا الله على يديه ألوف الموتى حين خرجوا من ديارهم خوفا من الموت، وقيل: هو الذي قال الله عنه: أَوْ كَالَّذِي مَرَّ عَلَى قَرْيَةٍ وَهِيَ خَاوِيَةٌ عَلَى عُرُوشِهَا قَالَ أَنَّى يُحْيِي هَذِهِ اللَّهُ بَعْدَ مَوْتِهَا فَأَمَاتَهُ اللَّهُ مِائَةَ عَامٍ ثُمَّ بَعَثَهُ قَالَ كَمْ لَبِثْتَ قَالَ لَبِثْتُ يَوْمًا أَوْ بَعْضَ يَوْمٍ قَالَ بَلْ لَبِثْتَ مِائَةَ عَامٍ فَانْظُرْ إِلَى طَعَامِكَ وَشَرَابِكَ لَمْ يَتَسَنَّهْ وَانْظُرْ إِلَى حِمَارِكَ وَلِنَجْعَلَكَ آيَةً لِلنَّاسِ وَانْظُرْ إِلَى الْعِظَامِ كَيْفَ نُنْشِزُهَا ثُمَّ نَكْسُوهَا لَحْمًا فَلَمَّا تَبَيَّنَ لَهُ قَالَ أَعْلَمُ أَنَّ اللَّهَ عَلَى كُلِّ شَيْءٍ قَدِيرٌ {البقرة:259}. وقيل غير ذلك.
جاء في تفسر الطبري وغيره عند قول الله تعالى: أَلَمْ تَرَ إِلَى الَّذِينَ خَرَجُوا مِنْ دِيَارِهِمْ وَهُمْ أُلُوفٌ حَذَرَ الْمَوْتِ فَقَالَ لَهُمُ اللَّهُ مُوتُوا ثُمَّ أَحْيَاهُمْ إِنَّ اللَّهَ لَذُو فَضْلٍ عَلَى النَّاسِ وَلَكِنَّ أَكْثَرَ النَّاسِ لَا يَشْكُرُونَ {البقرة:243}: أماتهم الله قبل آجالهم عقوبة لهم، ثم بعثهم إلى بقية آجالهم، وقيل : إنما فعل ذلك بهم معجزة لنبي من أنبيائهم ...لأنهم فروا من الجهاد لما أمرهم الله به على لسان حزقيل النبي عليه السلام، فخافوا الموت بالقتل في الجهاد فخرجوا من ديارهم فراراً من ذلك، فأماتهم الله ليعرفهم أنه لا ينجيهم من الموت شيء، ثم أحياهم وأمرهم بالجهاد .
وقد عقب على ذلك بقوله: قال ابن عطية : وهذا القصص كله لين الأسانيد، وإنما اللازم من الآية أن الله تعالى أخبر نبيه محمداً صلى الله عليه وسلم إخباراً في عبارة التنبيه والتوقيف عن قوم من البشر خرجوا من ديارهم فراراً من الموت فأماتهم الله تعالى ثم أحياهم، ليروا هم وكل من خلف من بعدهم أن الإماتة إنما هي بيد الله تعالى لا بيد غيره، فلا معنى لخوف خائف ولا لاغترار مغتر.. وجعل الله هذه الآية مقدمة بين يدي أمره المؤمنين من أمة محمد صلى الله عليه وسلم بالجهاد.